# Luc du Saint Esprit
Luc du Saint Esprit, ((es) Lucas Alonso Gordo del Espíritu Santo de Carracedo) (Né à Zamora, le 18 octobre 1594 - décédé à Nagasaki, 14 août 1633) est un missionnaire espagnol Dominicain du XVIIe siècle mort martyr au Japon. 

## Biographie
Entré chez les Dominicains à 16 ans, il fait sa formation initiale au couvent dominicain de Valladolid. En 1617 il est envoyé au Mexique où il est ordonné prêtre avant d'être destiné pour la mission aux Philippines. A Manille il est chargé d'enseignement dans ce qui deviendra ensuite l'Université de Santo Tomas.
Sa vie change radicalement en 1622 lorsqu'il est choisi pour la mission au Japon. Il s'agit d'une mission particulièrement périlleuse d'autant plus dangereuse que désormais les missionnaires espagnols sont interdits d'entrer dans le pays et systématiquement mis à mort si pris. Il arrive en juin 1623. Pendant 10 ans il travaille dans le plus grand secret auprès des chrétiens japonais de plus en plus persécutés. Souvent obligé de se cacher et recherché activement par les autorités, il est finalement arrêté le 8 septembre 1633 à Osaka. Interné et torturé pendant un mois il refuse de renoncer à sa foi. Il est pendu le 18 octobre 1633 avec un autre compagnon d'infortune Matthieu Kohioye du Rosaire.

## Vénération
Luc du Saint Esprit a été béatifié avec 15 autres martyrs, appelés encore les Seize martyrs de Nagasaki le 18 février 1981 par le pape Jean Paul II et canonisé à Rome par ce dernier le 18 octobre 1987. Il est fêté le 19 octobre.